# Élections législatives birmanes de 1922
Les élections législatives birmanes de 1922 ont lieu en Birmanie le 21 novembre 1922 pour élire les membres du Conseil législatif. Il s'agit des premières élections de l'histoire du pays.

## Système électoral
Le Conseil législatif compte 103 membres, dont 80 sont élus : 58 sièges "non communautaires" élus par un vote populaire et 22 sièges "communautaires" réservés aux minorités ethniques (huit pour les indiens (en), cinq pour les karens, un européen et un anglo-indien) et aux groupes d'affaires (deux pour la Chambre de commerce de Birmanie, et un pour la Chambre de commerce birmane, la Chambre de commerce chinoise, la Chambre de commerce indienne, l'Association des métiers de Rangoun et l'Université de Rangoun). 21 autres sièges sont nommés par le gouverneur (dont un maximum de 14 peuvent être des fonctionnaires du gouvernement) et il y a également deux membres d'office, les deux membres du Conseil exécutif du gouverneur.
Tous les citoyens âgés de plus de 18 ans sont votants à condition de remplir certaines conditions. Le suffrage dans les 44 circonscriptions rurales sont basés sur l'impôt (en Haute-Birmanie, les électeurs doivent payer l'impôt sur les ménages, tandis qu'en Basse-Birmanie, ils doivent payer le taux de capitation des personnes mariées). Cette exigence prive la plupart des paysans de leurs droits. Dans huit villes dotées de circonscriptions urbaines, les mêmes conditions que pour les élections locales sont appliquées. Sur les 12 millions d'habitants du pays, seulement 1,8 million sont éligibles pour voter, car les États shan (en) et certains districts frontaliers ne font pas partie de l'élection. Des sièges séparés sont créés pour les karens, les eurasiens et les européens.
Les candidats doivent être âgés de 25 ans ou plus.

## Campagne
L'élection est contestée par des modérés et des nationalistes radicaux. Alors que les modérés cherchent à changer le système de l'intérieur, les nationalistes font campagne pour la séparation de l'Inde et l'autonomie. Le Conseil général des associations birmanes appelle au boycott de l'élection, bien qu'une faction forme le Parti 21 (en) pour la contester.
Les candidats sont accusés de se vendre aux autorités britanniques, et les électeurs sont intimidés par des militants appelant au boycott et par des moines nationalistes. Sur les 80 sièges élus, 24 ne sont pas contestés. Pour les sièges restants, il y a 162 candidats.

## Résultats
Le Parti 21 dirigé par U Ba Pe devient le plus important au Conseil avec 28 des 58 sièges non communaux. Le Parti progressiste (en) remporte environ 15 sièges, et les sièges restants sont remportés par des indépendants. À Rangoun, trois modérés et un "extrémiste" sont élus. La participation électorale est très faible, à seulement 6,9%.

## Conséquences
Après les élections, le Parti progressiste gagne en force, plusieurs membres représentant des circonscriptions communales ou commerciales l'ayant rejoint. Le gouverneur (en) Harcourt Butler (en) forme un cabinet mixte, comprenant des membres des deux partis. U Maung Gyee, du Parti 21, est nommé ministre de l'Éducation, des Collectivités locales et de la Santé publique, tandis que Joseph Augustus Maung Gyi (en), du Parti progressiste, devient ministre de l'Agriculture, des Accises et des Forêts. De plus, U Maung Kin est nommé ministre de l'Intérieur. Les autres membres du cabinet sont le gouverneur et un fonctionnaire, ministre des Finances.
Lorsque U Maung Kin meurt en 1924, il est remplacé par U May Oung, et plus tard dans l'année, Joseph Maung Gyi est nommé juge à la Haute Cour et est remplacé par U Pu.